# Luțîkivka, Bilopillea
Luțîkivka (în ucraineană Луциківка) este localitatea de reședință a comunei Luțîkivka din raionul Bilopillea, regiunea Sumî, Ucraina.

## Demografie
Componența lingvistică a localității Luțîkivka
     Ucraineană (96,78%)
     Alte limbi (1,02%)
Conform recensământului din 2001, majoritatea populației localității Luțîkivka era vorbitoare de ucraineană (96,78%), existând în minoritate și vorbitori de armeană (2,03%).